# Pasdaran (quartier de Téhéran)
Pour les articles homonymes, voir Pasdaran.
Pasdaran est un quartier du nord de Téhéran centrée autour de l’Avenue Pasdaran Cette avenue connecte l'avenue Niavaran (au nord) à l'avenue Shariati (au sud). Cette avenue mesure 8-9 km de long et est un axe commercial majeur du nord de Téhéran.

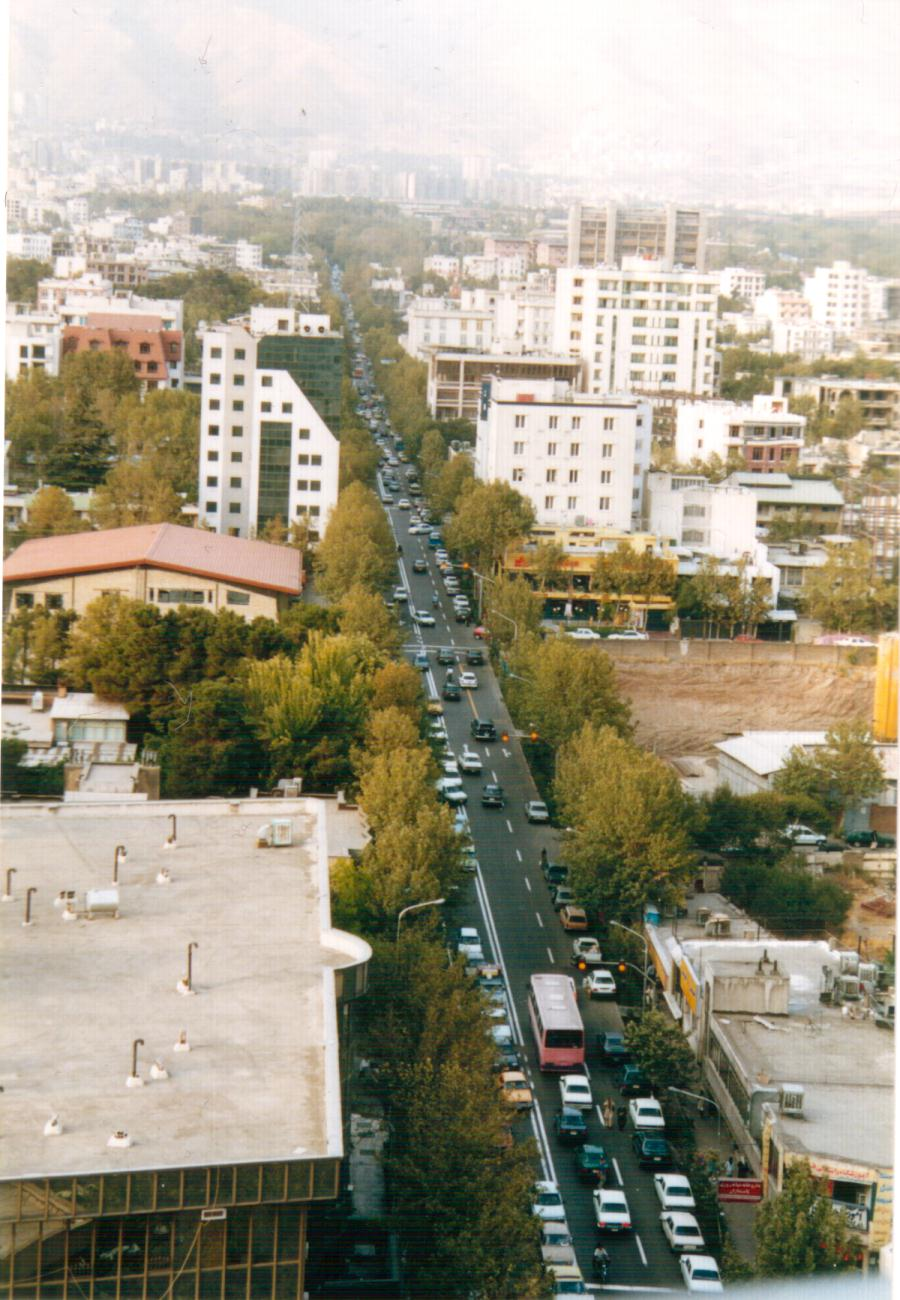
L'Avenue Pasdaran vue du sommet du Borj-e Sefid (La Tour Blanche).